# Simulium yadongense
Simulium yadongense es una especie de insecto del género Simulium, familia Simuliidae, orden Diptera.

## Distribución
Se distribuye por el Tíbet.

## Taxonomía
Fue descrita científicamente por Deng & Chen, 1993. Fue publicada en A new species of Simulium from Tibet, China (Diptera: Simuliidae). 12(1): 1-5.